# Va'aletoa Sualauvi II
Tuimalealiʻifano Vaʻaletoʻa Eti Sualauvi II (nascido em 29 de abril de 1947) é um político de Samoa que é o atual O le Ao o Malo (chefe de estado) de Samoa, no cargo desde 2017. Ele foi nomeado para o título de Tuimaleali'ifano em Tama'aiga em julho de 1977, um dos quatro títulos principais em Samoa. Seu outro título é Tui A'ana.

## Biografia
Tuimaleali'ifano Va'aleto'a Eti Sualauvi II é um membro da dinastia Tuimaleali'ifano.
Ele é bisneto de um dos líderes do movimento Mau, Tuimaleali'ifano Fa'aoloi'i Si'ua'ana, e sobrinho-neto do único membro do Conselho de Deputados (1962-1974), Tuimaleali'ifano Suatipatipa II. Ele trabalhou como policial, advogado e anteriormente foi inspetor-chefe da polícia de Samoa e professor de escola secundária. Ele foi policial na Nova Zelândia por três anos. Ele também atuou como defensor público, administrador público, advogado e advogado na Suprema Corte de Samoa. Ele é diácono ancião e pregador leigo da Igreja Cristã Congregacional de Samoa, na vila de Matautu Falelatai. Ele pregou sermões na Austrália e na Nova Zelândia para a Igreja Congregacional Cristã de Samoa. Ele foi membro do Conselho de Deputados do Chefe de Estado de 1993 a 2001 e desde 2004. Ele foi jurado como O le Ao o le Malo em 21 de julho de 2017. Tuimaleali'ifano é bacharel em direito pela Australian National University e diploma em estudos teológicos pela Malua Theological College.